# جامعة تويو
جامعة تويو (باليابانية: 東洋大学 تويو دايغاكو) هي جامعة لها عدة فروع في اليابان، بما في ذلك (بونكيو أساكا، كاواغويه وإيتاكورا).

## نظرة عامة
تشتهر جامعة تويو بالدراسات الفلسفية في اليابان. حيث يجذب قسم الفلسفة الهندية أكثر المنتسبين. وكانت سابقتها هي جامعة تويو شيريتسو تيتسوجاكوكان (私立哲学館)، التي أسسها إينوي انريو في معبد رينشو في عام 1887. ورأى إينوي أن موضوع الفلسفة مهمل في المدارس اليابانية للتعليم العالي في ذلك الوقت: «عندما ينظر المرء في العالم الأكاديمي في مجتمعنا، فإنه يكتشف بسهولة أن الفلسفة تحتل جزء منه فقط، بينما تهيمن العلوم، والهندسة، والأدب، والتاريخ، والقانون، والعلوم السياسية وهلم جرا على معظمه. ومع ذلك، إذا نظر المرء إلى جذور المجتمع الأكاديمي، فإنه يدرك بأن الفلسفة تشكل أساس كل العلوم.»  في عام 1906 تم نقل المدرسة إلى موقعها الحالي، وتغير اسمها إلى جامعة تويو. شعار المدرسة «أساس كل التعلم يكمن في الفلسفة».
كانت الدروس أصلاً تقدم في الفلسفة والدين، والأخلاقيات، واللغة اليابانية والصينية الكلاسيكية، والمدرسة مستمر في التوسع مع مرور الوقت. في عام 1949 تم إعادة هيكلة جوهرية للجامعة، وإنشئت أقسام للأدب، الاقتصاد والقانون، وعلم الاجتماع، والهندسة وإدارة الأعمال. كل من هذه الأقسام يضم برنامج الدراسات عليا. وأضيفت أقسام للدراسات الإنمائية الإقليمية وعلوم الحياة في أبريل 1997. تم إنشاء مدرسة القانون في أبريل 2004، وحرم كاواغويه يستضيف «مركز أبحاث الإلكترونيات الأحيائية النانوية»  الذي تأسس في عام 2003. من بين الذين يقومون بإجراء الأبحاث في هذا المرفق هو الحائز على جائزة نوبل السير هارولد كروتو. وتتكون جامعة تويو اليوم من عشر مدارس للدراسات العليا، كلية واحدة للدراسات العليا في القانون، تسع كليات جامعية، وخمسة وثلاثين قسما والعديد من معاهد البحوث ومدرستين ثانويتين تابعتين إليها، والتي تخدم هيئة طلابية تبلغ أكثر من 30 ألف طالب.

## الحرم الجامعي
- حرم هاكوسان الجامعي (5-28-20، هاكوسان، بونكيو-كو، طوكيو، اليابان)
- حرم هاكوسان الجامعي الثاني (2-36-5، هاكوسان بونكيو-كو، طوكيو، اليابان)
- حرم أساكا الجامعي (48-1، أوكا، أساكا، سايتاما، اليابان)
- حرم كاواغويه الجامعي (2100، كوجي-أري، كاواغويه، سايتاما، اليابان)
- حرم إيتاكورا الجامعي (1-1-1، إيزومينو، إيتاكورا-ماتشي أورا-غون، غونما، اليابان)

## أشهر الخريجين
- مايا ساكاموتو
- تشافورين

## وصلات خارجية
- موقع جامعة تويو (باليابانية)
- موقع جامعة تويو (بالإنجليزية)